# Oruza kuehni
Oruza kuehni là một loài bướm đêm trong họ Erebidae.